# Xinbei (Changzhou)
Xinbei (新北区; Pinyin: Xīnběi Qū) ist ein chinesischer Stadtbezirk in der Provinz Jiangsu. Er gehört zum Verwaltungsgebiet der bezirksfreien Stadt Changzhou im Süden der Provinz. Er hat eine Fläche von 461,9 Quadratkilometern und zählt 597.144 Einwohner (Stand: Zensus 2010).

## Administrative Gliederung
Auf Gemeindeebene setzt sich der Stadtbezirk aus drei Straßenvierteln und sechs Großgemeinden zusammen. 